# Жан Кретьєн
 Жо́зеф Жак Жан Кретьє́н  (фр. Joseph Jacques Jean Chrétien; нар. 11 січня 1934, Шавініґан, Квебек) — адвокат, і 20-й Прем'єр-міністр Канади (1993—2003).

## Політична кар'єра
1962 року Жана Кретьєна обрано до Палати громад Канади як депутата від Ліберальної партії Канади.
Кретьєн працював у Кабінеті Пірсона:
- 1965 молодшим міністром для Прем'єр-міністра;
- 1966 молодшим міністром для міністра фінансів;
- 1968 міністром народного доходу (податків).

Кретьєн працював у Кабінеті П'єра Трюдо:
- 1968 міністром народного доходу (податків);
- 1968 до 1974 міністром відповідальним за індіанські справи і розвиток канадської Півночі;
- 1974 до 1976 президентом Державної скарбниці;
- 1976 до 1979 Міністром фінансів.
- 1980 Міністром юстиції
- 1982  Міністром енергії, гірничих справ і ресурсів.

Кретьєн активно боровся проти квебекського сепаратизму: його рішуча позиція з цього питання — чинник сприяючий поразці сувереністів під час референдуму 1980 року щодо суверенітету Квебеку.
Після того як Прем'єр-міністр Канади П'єр Трюдо пішов у відставку в році 1984 Кретьєн став суперником Джона Тернера на керівника Ліберальної партії — та програв йому на З'їзді Ліберальної партії у 1984.
У Кабінеті Джона Тернера став Заступником Прем'єр-міністра' у 1984.
У році 1986 Кретьєн пішов у відставку: став членом Рада директорів всеканадської «Пауер-Корпорейшн» (англ. Power Corporation of Canada), Банку «Торонто-Домініон» (англ. Toronto-Dominion Bank) і ВАТ «Брік-Вергаус» (англ. Brick Warehouse Corporation).
Кретьєн повернувся у велику політику і став лідером Ліберальної партії Канади після її З'їзду у 1990.
У році 1993 Ліберальна партія перемогла на федеральних виборах, створила уряд, — і Кретьєн обійняв посаду прем'єр-міністра Канади. На федеральних виборах 1997 і 2000 років партія Кретьєна знову здобула більшість голосів і сформувала уряд Канади.
У році 1995 уряд Кретьєна переміг квебекських сувереністів у другому референдум щодо суверенітету Квебеку.

## Відзнаки та нагороди
Почесний доктор НаУКМА з 2007 року.